# Bouli de sneeuwpop
Bouli de sneeuwpop is de naam van een Frans-Canadese animatieserie die gemaakt werd tussen 1989 en 1991. Er zijn 2 reeksen gemaakt: de eerste telt 78 afleveringen van elk 5 minuten, de tweede telt 36 afleveringen van elk 7 minuten.

## Het verhaal
Bouli is een sneeuwpop. Hij was ooit een gewone sneeuwpop en wanneer de zon op hem scheen, smolt hij als sneeuw voor de zon. Maar op een nacht blies de maan toversterren op Bouli. Bouli was herboren. Nu kan hij niet meer smelten, zelfs als hij door de woestijn loopt. 
Bouli woont samen met zijn vriendjes in het Blauwe Woud, een iglodorp dat altijd bedekt is met sneeuw. 

## Personages
- Bouli (heeft veel fantasie)
- Punkbouli (heeft een hanenkam en houdt van muziek)
- Pilootbouli (heeft een eigen vliegtuig)
- Parasolbouli (wil graag filmster worden)
- Boulette (Bouli is verliefd op haar)
- Matroosbouli (heeft matrozenpak)
- Skibouli (houdt van skiën)

## Stemmen
- Bouli - Eva Zeijlstra
- Greet Mans
- Simone le Roy
- Hans Kuyper
- Peter Joosten
- Joeri Prinsenberg

## Lijst met afleveringen (reeks 1)
1. Op reis met Bouli
2. Dokter Bouli
3. Het sneeuwklokje
4. De maan is jarig
5. Het fototoestel
6. De wijzers
7. De bal
8. Bouli blijft altijd Bouli
9. De wedstrijd
10. Crapachute kan niet slapen
11. Bouli maakt films
12. De marsmannetjes komen
13. Een liefdesverklaring
14. Op reis met matroos Bouli
15. De wereldreis van Bouli
16. De schat
17. De kuil
18. Bouli als klusjesman
19. Bouli tegen Bouli
20. Bouli is verdwenen
21. Het dorp is verlaten
22. De taart
23. Bouli op vakantie
24. De kerstman
25. Het kerstmannetje
26. Een aubade voor Boulette
27. Het bal
28. Bouli en de babypinguïn
29. Het sneeuwmonster
30. Bouli kan toveren
31. Waar is de brand
32. De kristallen bol
33. Bouli heeft de hik
34. De pannekoek
35. De vreemde vogel
36. De pinguïn die kucht
37. Maneschijn
38. Een bosje bloemen
39. De raket
40. Bouli heeft een auto
41. De Bouli's zijn gek geworden
42. Houd de moed er in
43. De toverdrank
44. Het beste van alle Bouli's
45. De robot
46. Radio Bouli
47. Iglokunst
48. Bouli de ijscoman
49. Het toneelstuk
50. Bouli slaapwandelt
51. Het zeemonster
52. Bouli's huwelijk
53. Bouli volgt de mode
54. Crapachute op vakantie
55. De rivale
56. De vliegwedstrijd
57. Brief aan Boulette
58. Bouli en de walvis
59. De kampioen
60. De Bouli-brandweermannen zijn jarig
61. De Boulikrant
62. Waar is Bouli toch gebleven?
63. Bouli en de piraten
64. De regenboog
65. De spooktrein
66. De verrassingstaart
67. Een heel vreemd avontuur
68. Reis naar het binnenste van de aarde
69. Bouli als dierentemmer
70. Een geluksdag
71. De bewaker van de vrede
72. De geest
73. Het duel
74. Bouli gaat te ver
75. Bouli de schoolmeester
76. De ufo
77. Super Bouli
78. Bouli komt in opstand